# Cellara
Cellara es una localidad italiana de la provincia de Cosenza, región de Calabria, con 517 habitantes.

## Evolución demográfica
| Gráfica de evolución demográfica de Cellara entre 1861 y 2001 |
|                                                               |
| Fuente ISTAT - Elaboración gráfica por parte de Wikipedia     |